# Xã Brighton, Quận Macoupin, Illinois
Xã Brighton (tiếng Anh: Brighton Township) là một xã thuộc quận Macoupin, tiểu bang Illinois, Hoa Kỳ. Năm 2010, dân số của xã này là 4.039 người.